# Nicole Fuentes
Nicole Fuentes, eg. Nicole Fuentes-Kalifatidis, artistnamn The Nicole, född 1 februari 1984 i Alma-Ata (uppvuxen i Moskva, Ryssland), är en sångerska och skådespelerska som tävlade i Melodifestivalen 2008 med bidraget Razborka där hon hamnade på åttonde och sista plats i deltävling 2. Fuentes har bland annat bott i Grekland och Frankrike men är sedan ett år tillbaka  bosatt i Stockholm, Sverige.